# Věra Lapková

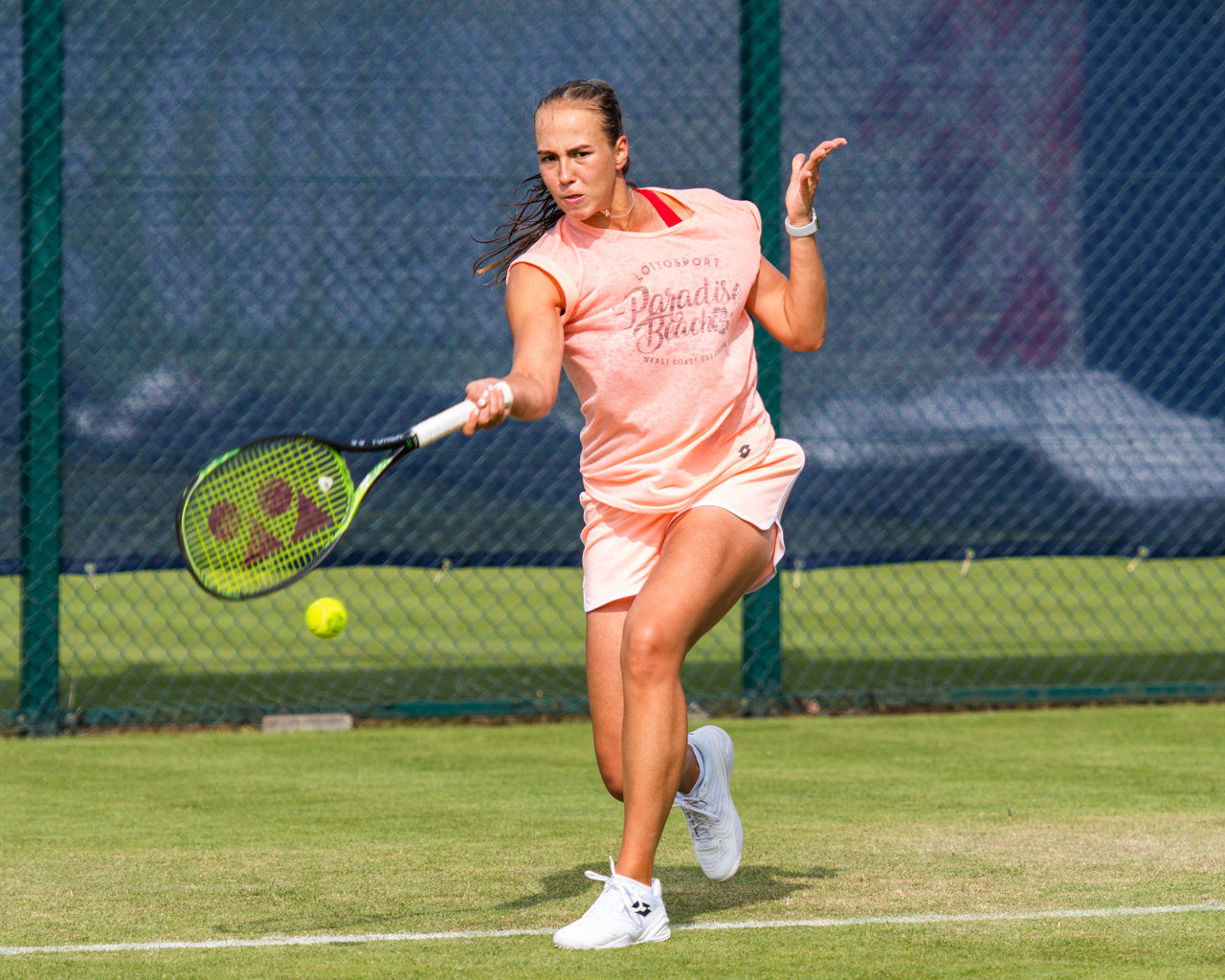
Trénink na Nature Valley Open 2018 v Nottinghamu

Věra Lapková, bělorusky: Вера Валер'еўна Лапко, Věra Valerjewna Lapko, (* 29. září 1998 Minsk) je běloruská profesionální tenistka a vítězka juniorské dvouhry Australian Open 2016. Ve své dosavadní kariéře na okruhu WTA Tour nevyhrála žádný turnaj. V rámci okruhu ITF získala do roku 2019 šest titulů ve dvouhře a sedm ve čtyřhře.
Na žebříčku WTA byla ve dvouhře nejvýše klasifikována v říjnu 2018 na 60. místě a ve čtyřhře pak v květnu téhož roku na 83. místě. Trénuje ji Vladimir Kruk.
V běloruském fedcupovém týmu debutovala v roce 2015 základním blokem 1. skupiny zóny Evropy a Afriky proti Gruzii, v němž vyhrála s Aljaksandrou Sasnovičovou závěrečnou čtyřhru. Bělorusky zvítězily celkově 3:0 na zápasy. Do roku 2019 v soutěži nastoupila k sedmi mezistátním utkáním s bilancí 0–1 ve dvouhře a 5–1 ve čtyřhře.

## Tenisová kariéra
V rámci hlavních soutěží událostí okruhu ITF debutovala v březnu 2014, když na turnaji v turecké Antalyi s dotací 10 tisíc dolarů prošla kvalifikačním sítem. V úvodním kole podlehla Makedonce Lině Gjorcheské. Premiérový singlový titul v této úrovni tenisu vybojovala v březnu 2015 v Šarm aš-Šajchu, události s rozpočtem deset tisíc dolarů. Ve finále přehrála Češku Markétu Vondroušovou. Obě společně pak ovládly i deblovou soutěž. Na události ITF s maximální dotací 100 tisíc dolarů triumfovala na květnovém O1 Properties Ladies Cupu 2018 v Chimkách, kde do finálového duelu přešla přes Rusku Vitaliji Ďjačenkovou. V boji o titul zdolala další ruskou hráčku Anastasiji Potapovovou.
V singlu okruhu WTA Tour debutovala na závěrečném ročníku dubnového Katowice Open 2016, kam obdržela divokou kartu. Na úvod podlehla ruské tenistce Jelizavetě Kuličkovové. Čtvrtfinále si zahrála po skreči Australanky Darji Gavrilovové na moskevském Kremlin Cupu 2017, řazeném do kategorie Premier. Z utkání odešla poražena od Rumunky Iriny-Camelie Beguové.
Premiérové finále na okruhu WTA Tour odehrála ve čtyřhře Guangzhou International Women's Open 2016 v čínském Kantonu. Po boku krajanky Aryny Sabalenkové v něm podlehly americko-čínské dvojici Asia Muhammadová a Pcheng Šuaj. Do druhého finálového duelu postoupila na antukovém Ladies Open Lugano 2018. V deblové soutěži skončily se Sabalenkovou opět jako poražené finalistky poté, co je zdolaly Belgičanky Kirsten Flipkensová s Elise Mertensovou. V luganské dvouhře poprvé prošla do semifinále. Na úvod vyřadila čtvrtou nasazenou Estonku Anett Kontaveitovou. Poté zvládla utkání s Černohorkou Dankou Kovinićovou i Flipkensovou, aby ji mezi poslední čtveřicí stopku vystavila pozdější belgická šampionka Elise Mertensová.
Debut v hlavní singlové soutěži nejvyšší grandslamové kategorie přišel ve Wimbledonu 2018. V úvodním kole zdolala Američanku Christinu McHaleovou. Následně však nenašla recept na pozdější německou semifinalistku Julii Görgesovou po třísetovém průběhu. V hlavní grandslamové soutěži se představila již v ženské čtyřhře French Open 2018, kde s Rumunkou Ralucou Olaruovou skončily v první fázi na raketách pozdějších šampionek Krejčíkové se Siniakovou.

## Finále na okruhu WTA Tour
| Legenda                           |
| --------------------------------- |
| D – dvouhra; Č – čtyřhra          |
| Grand Slam (0)                    |
| Turnaj mistryň (0)                |
| Premier Mandatory & Premier 5 (0) |
| Premier (0)                       |
| International (0–4 Č)             |

### Čtyřhra: 4 (0–4)
| Stav       | č. | datum          | turnaj                 | povrch    | spoluhráčka       | soupeřky ve finále                     | výsledek         |
| ---------- | -- | -------------- | ---------------------- | --------- | ----------------- | -------------------------------------- | ---------------- |
| Finalistka | 1. | 19. září 2016  | Kanton, ČLR            | tvrdý     | Olga Govorcovová  | Asia Muhammadová Pcheng Šuaj           | 2–6, 6–7(3–7)    |
| Finalistka | 2. | 15. dubna 2018 | Lugano, Švýcarsko      | antuka    | Aryna Sabalenková | Kirsten Flipkensová Elise Mertensová   | 1–6, 3–6         |
| Finalistka | 3. | 22. září 2018  | Kanton, ČLR            | tvrdý     | Danka Kovinićová  | Monique Adamczaková Jessica Mooreová   | 6–4, 5–7, [4–10] |
| Finalistka | 4. | 20. října 2018 | Lucemburk, Lucembursko | tvrdý (h) | Mandy Minellaová  | Greet Minnenová Alison Van Uytvancková | 6–7(3–7), 2–6    |

## Tituly na okruhu ITF
| Dotace turnajů okruhu ITF | Dotace turnajů okruhu ITF |
| ------------------------- | ------------------------- |
| 100 000 $ tournaments     | 80 000 $ tournaments      |
| 75 000 $ tournaments      | 60 000 $ tournaments      |
| 50 000 $ tournaments      | 25 000 $ tournaments      |
| 15 000 $ tournaments      | 10 000 $ tournaments      |

### Dvouhra: 7
| č. | datum         | turnaj                     | povrch    | soupeřka ve finále        | výsledek           |
| -- | ------------- | -------------------------- | --------- | ------------------------- | ------------------ |
| 1. | březen 2015   | Šarm aš-Šajch, Egypt       | tvrdý     | Markéta Vondroušová       | 7–5, 6–3           |
| 2. | červenec 2016 | Astana, Kazachstán         | tvrdý     | Valerija Savinychová      | 7–6(7–3), 3–6, 6–4 |
| 3. | srpen 2017    | Landisville, Spojené státy | tvrdý     | Anna Karolína Schmiedlová | 4–6, 6–4, 7–6(7–4) |
| 4. | říjen 2017    | Clermont-Ferrand, Francie  | tvrdý (h) | Bibiane Schoofsová        | 6–4, 6–4           |
| 5. | květen 2018   | Chimki, Rusko              | tvrdý (h) | Anastasija Potapovová     | 6–1, 6–3           |
| 6. | květen 2018   | Saint-Gaudens, Francie     | antuka    | Quirine Lemoineová        | 6–2, 6–4           |
| 7. | říjen 2022    | Trnava, Slovensko          | tvrdý (h) | Lucie Havlíčková          | 4–6, 7–6(1), 6–2   |

### Čtyřhra (7 titulů)
| č. | datum            | turnaj                     | povrch    | spoluhráčka         | soupeřky ve finále                     | výsledek      |
| -- | ---------------- | -------------------------- | --------- | ------------------- | -------------------------------------- | ------------- |
| 1. | 2. března 2015   | Šarm aš-Šajch, Egypt       | tvrdý     | Markéta Vondroušová | Anna Morginová Caroline Rohde-Moeová   | 6–2, 6–4      |
| 2. | 25. února 2017   | Moskva, Rusko              | tvrdý (h) | Dajana Jastremská   | Bibiane Schoofsová Jekatěrina Jašinová | 7–5, 6–3      |
| 3. | 27 March 2017    | Croissy-Beaubourg, Francie | tvrdý (h) | Polina Monovová     | Manon Arcangioliová Magdalena Fręchová | 6–3, 6–4      |
| 4. | 25. června 2017  | Varšava, Polsko            | antuka    | Priscilla Honová    | Katarzyna Kawová Katarzyna Piterová    | 7–6(7–3), 6–4 |
| 5. | 1. července 2017 | Toruň, Polsko              | antuka    | Anna Morginová      | Miriam Kolodziejová Jesika Malečková   | 6–2, 6–3      |
| 6. | 6. srpna 2017    | Lexington, Spojené státy   | tvrdý     | Priscilla Honová    | Hiroko Kuwatová Valerija Savinychová   | 6–3, 6–4      |
| 7. | 29. září 2017    | Clermont-Ferrand, Francie  | tvrdý (h) | Cornelia Listerová  | Sarah Beth Greyová Olivia Nichollsová  | 6–4, 6–3      |

## Finále soutěží družstev: 1 (0–1)
| Stav       | Č. | datum                  | soutěž                   | povrch    | spoluhráčky                                                  | finalistky                                                             | výsledek |
| ---------- | -- | ---------------------- | ------------------------ | --------- | ------------------------------------------------------------ | ---------------------------------------------------------------------- | -------- |
| Finalistka | 1. | 11.–12. listopadu 2017 | Fed Cup Minsk, Bělorusko | tvrdý (h) | Aljaksandra Sasnovičová Aryna Sabalenková Lidzija Marozavová | Coco Vandewegheová Sloane Stephensová Shelby Rogersová Alison Riskeová | 2–3      |

## Finále na juniorce Grand Slamu

### Dvouhra: 1 (1–0)
| Stav    | rok  | turnaj          | povrch | soupeřka ve finále | výsledek |
| ------- | ---- | --------------- | ------ | ------------------ | -------- |
| Vítězka | 2016 | Australian Open | tvrdý  | Tereza Mihalíková  | 6–3, 6–4 |

### Čtyřhra: 1 (0–2)
| Stav       | rok  | turnaj    | povrch | spoluhráčka       | soupeřky ve finále              | výsledek         |
| ---------- | ---- | --------- | ------ | ----------------- | ------------------------------- | ---------------- |
| Finalistka | 2014 | US Open   | tvrdý  | Tereza Mihalíková | İpek Soyluová Jil Teichmannová  | 7–5, 2–6, [7–10] |
| Finalistka | 2015 | Wimbledon | tráva  | Tereza Mihalíková | Dalma Gálfiová Fanny Stollárová | 3–6, 2–6         |